# Dedham (Maine)
Dedham – miasto w Stanach Zjednoczonych, w stanie Maine, w hrabstwie Hancock.